# Охридски пролог
Охридски пролог је једно од најзначајнијих дела владике Николаја Велимировића.
У њему су описани библијски догађаји за сваки дан у години, описана житија многобројних светаца, догађаји из живота Богородице и Христа.
У Охридском прологу читалац може наћи нову поуку (расуђивање) и побожно размишљање (созерцање) за сваки нови дан.
Понегде се књига може наћи и са поднасловом: Охридски пролог, Житија Светих, песме, поуке, тумачења Светог писма.

## Издања
Охридски пролог је настао године 1928. године, за време службе владике Николаја у Охриду, где је обављао функцију епископа охридског.
Реч пролог значи увод, односно предговор.
Прво издање књиге је штампано исте 1928. године у тиражу од 1.200 примерака у Нишу, у штампарији „Цар Константин“. Једна од књига из оригиналног издања чува се у Цркви Светог Пантелејмона у Нишу.
До данас је Охридски пролог штампан у преко милион примерака, преведен је на многе светске језике, укључујући руски, енглески, немачки, словачки и друге.
Најновије издање штампано 2008. године има преко 1100 страна у боји.
Постоје онлајн верзије Охридског пролога, као и верзије у виду обичних програма за личне рачунаре.

## Пример стране
Ради илустрације стила којим је писан Охридски пролог, ево како изгледа садржај странице за 7. јул по старом календару (20. јул по новом): 
- Житије великомуч. Недеље
- Житије Преп. Томе Малеина
- Житије Преп. муч. Епиктета и Астиона
- песма Јединица света Недељица
- Расуђивање
- Созерцање
- Беседа о словесном млеку